# Pyes Pa
Pyes Pa est une banlieue de la cité de Tauranga, dans l’Île du Nord de la Nouvelle-Zélande. 

## Situation
La banlieue est localisée dans la partie sud de la cité de Tauranga à environ 40,3 km à partir de la ville de Rotorua. 
Elle inclut les secteurs de «The Lakes», «Cheyne Road» et le parc de «TECT All Terrain Park».

## Histoire
Le site des batailles des Guerres maories de  Te Ranga est localisé dans un enclot sur le trajet de ‘Pyes Pa Road’ (la route State Highway 36 / SH36) (en) près de l’angle de ‘Joyce Road’, à environ 10 km au  sud de la cité de Tauranga. 
Le 21 juin 1864, les forces britanniques ont infligé une défaite décisive au peuple Māori locaux à cet endroit. 
La défaite des britanniques au niveau de «Pukehinahina (Gate Pā)» le 29 avril 1864 avait shocké les colons européens de Nouvelle-Zélande.
Le lieutenant-général Duncan Cameron retourna à Auckland, laissant le lieutenant-colonel: Henry Greer aux commandes de la  garnison britannique au niveau de la «péninsule de Te Papa». 
Greer avait reçu l’ordre d’attaquer immédiatement si les forces Māori voulaient commencer la construction d’un autre pā dans le district.
Le matin du21 juin 1864, Greer quitta le camp de Te Papa (maintenant le CBD de Tauranga) avec une force de 600 hommes. 
A 5 kilomètres à l’intérieur de Gate Pa, les forces britanniques découvrirent 500 à 600 Maoris travaillant à des travaux de terrassement défensifs au niveau de «Te Ranga». 
Conduite par Rāwiri Puhirake, ils comprenaient les Ngāi Te Rangi (en) et Ngāti Ranginui (en), supporté par les Ngāti Porou à partir de la côte est et des Ngāti Pikiao (en) et des Ngāti Rangiwewehi (en) à partir de la cité de Rotorua. 
Tôt dans l’après-midi ,  à l’arrivée d’un renfort, Greer ordonna d’avancer aux hommes des «68 e et 43 e  régiments» et la  «1 e milice de Waikato».
La bataille, qui suivit fut décrite comme les plus sanglantes parmi les campagnes de Nouvelle-Zélande. 
Dans des combats désespérés, main à main, les troupes britanniques, furent exacerbés par le désir de  la vengeance pour  Gate Pā. 
La garnison Māori était incapable de maintenir  une défense efficace et quand  Puhirake fut tué , ses forces partir en retraite.
Les pertes britanniques furent de 9 morts et 39 blessés. 
Plus de 100 des défenseurs – incluant Puhirake – et furent enterrés dans une  tranchée au niveau de Te Ranga. 
27 Māori sévèrement blessés furent pris en charge à l’hôpital au niveau du camp  de Te Papa. 
14 maoris ne survécurent pas à la bataille et furent aussi enterrés au cimetière de la Mission. 
Parmi la mortalité des blessés qui étaient au niveau de Te Tera, figurent des Ngāi Te Rangi, les seuls qui furent identifiés dans un rapport officiel.
La bataille déséquilibrée de «Te Ranga» affaiblit très largement la résistance à proximité du mouillage de Baie de Tauranga
». 
Certains des Ngāi Te Rangi (en) et des Ngāti Ranginui (en) rendirent leurs armes aux britanniques au niveau du camp «Te Papa» au cours d’une cérémonie, qui eut lieu les 21 et 25 juillet 1864. 
Beaucoup de leurs terres furent en conséquence confisquées. 
Un marqueur de cette place historique fut érigé au niveau de Te Ranga en 1964, 100 ans après la bataille.

## Démographie
Pyes Pa, comprenant les zones statistiques de «Pyes Pa West», «Pyes Pa Nord», «Pyes Pa Sud» et «Pyes Pa est», avaient une population de 10 215 habitants lors du recensement de 2018 en augmentation de 3 999 personnes(soit 64,3 %) depuis le recensement de 2013, et une augmentation de 6 966 personnes  (soit 214,4 %)  depuis le  recensement de 2006. 
Il y avait 3 513 logements et on notait 4 875 hommes pour 5 331 femmes donnant un sexe-ratio de 0,91 homme pour une femme, avec 2 199 personnes (21,5 %) âgées de moins de 15 ans, 1 533 personnes (15,0 %) âgées de 15 à 29 ans, 4 344 personnes (42,5 %) âgées de 30 à 64 ans, et 2 142 personnes (21,0 %) âgées de 65 ans ou plus.
L’ethnicité était pour 79,9 % européens/Pākehā, 11,3 % Māori, 2,1 % peuples du Pacifique, 14,1 % asiatiques et 1,9 % d’une autre ethnie (le total peut faire plus de 100% dans la mesure où une personne peut s’identifier de multiples ethnicités).
La proportion de personnes nées outre-mer était de 27,8 %, comparée avec les 27,1 % au niveau national.
Bien que certaines personnes refusent de donner leur religion, 44,9 % n’avaient aucune religion, 39,5 % étaient chrétiens, 1,6 % étaient hindouistes, 0,4 % étaient musulmans , 0, 7 % étaient bouddhistes et 6,8 % avaient une autre religion.
Parmi ceux d’au moins 15 ansd’âge, 11 671 personnes (soit  20,8 %) avaient le niveau de licence ou d’un degré supérieur, et 1 308 personnes (16,3 %) n’avaient aucune qualification formelle. 
Le statut d’emploi de ceux d’au moins 15 ans était pour 3 753 personnes (46,8 %) un emploi à plein temps, pour 1 143 personnes (14,3 %) étaient un temps partiel et 225 personnes (2,8 %) étaient sans emploi .
| Nom              | Population | âge médian | revenus médian |
| ---------------- | ---------- | ---------- | -------------- |
| Pyes Pa ouest    | 3483       | 36,5 ans   | $38,700        |
| Pyes Pa nord     | 4632       | 44,8 ans   | $28,600        |
| Pyes Pa Sud      | 1443       | 42,2 ans   | $40,900        |
| Pyes Pa est      | 657        | 40,9 an    | $31,600        |
| Nouvelle-Zélande |            | 37,4 ans   | $31,800        |

## Éducation
L’école de «Pyes Pā School» est une école primaire, publique, mixte, avec un effectif de 239 élèves en novembre 2021
L’école fut nommée en 1935 d’après l’ancienne école de Ngawaro, qui fut relocalisée sur son site actuel. 
Ce bâtiment avec une seule salle de classe, de l’eau froide au lavabo sous le porche et un « donkey stove = poêle à âne»,  fut plus tard utilisé comme clinique dentaire et ensuite comme centre de jeux. 
En 1956, le bâtiment fut rendu à Ngawaro pour servir actuellement comme salle de club pour le parcours de golf du «Ngawaro Golf Course».
- L’ école de « Taumata School » est une autre école primaire établie en 2019[5],[6] avec un effectif de 549 élèves[7].

- Le collège Aquinas (en) est une école catholique, mixte, intégrée au public , établie en 2003[8],[9] avec un effectif de 759 élèves[10].